# 浪漫、不需要
《浪漫、不需要》（日语：ロマンス、イラネ）是日本組合AKB48第7首單曲，由DefSTAR Records發行，發售日期為2008年1月23日。中心成員由小嶋陽菜、前田敦子擔當。

## 概要
選拔成員人數比前作增加6名，從10人變為16人。菊地彩香初次進入選拔名單。秋元才加、大島麻衣、篠田麻里子自《我的太陽》相隔兩作，戶島花自《想見你》相隔六作，佐藤由加理自《櫻花花瓣》相隔七作重返選拔。
單曲的音樂錄影帶由負責拍攝《BINGO!》音樂錄影帶的竹石涉執導，並且在東京鐵塔內的工作室拍攝。
與前作一樣，單曲以3種版本發行。初回生產限定盤A包含單曲的音樂錄影帶和製作特輯的DVD，而初回生產限定盤B和通常盤則沒有。
儘管並非選拔成員，Team K的野呂佳代和Team B的佐藤夏希在音樂錄影帶和電視廣告中均有亮相。
單曲五次登上Oricon每週200大排行榜，最高排名為第6位。單曲最終售出23,209。

## 媒體使用
浪漫、不需要（Original Mix）
- TBS系《都交給秋子吧！（日语：アッコにおまかせ!）》片尾曲

愛的毛布
- TBS『TOKYO FANTASIA 2007』CM歌曲

## 收錄歌曲

### Type A
| CD       | CD                         | CD               | CD       | CD    |
| 曲序     | 曲目                       | 词曲             | 編曲     | 时长  |
| -------- | -------------------------- | ---------------- | -------- | ----- |
| 1.       | 《浪漫、不需要》（）       | 秋元康和Rie      | CHOKKAKU | 4:40  |
| 2.       | 《愛的毛巾》（）           | 秋元康和成瀨英樹 | 樫原伸彥 | 5:01  |
| 3.       | 《浪漫、不需要》（純音樂） | 秋元康和Rie      | CHOKKAKU | 4:40  |
| 4.       | 《愛的毛巾》（純音樂）     | 秋元康和成瀨英樹 | 樫原伸彥 | 5:01  |
| 总时长： | 总时长：                   | 总时长：         | 总时长： | 19:20 |

DVD
1. 《浪漫、不需要》
2. Making of 《浪漫、不需要》

### Type B
| CD       | CD                                       | CD               | CD       | CD    |
| 曲序     | 曲目                                     | 词曲             | 編曲     | 时长  |
| -------- | ---------------------------------------- | ---------------- | -------- | ----- |
| 1.       | 《浪漫、不需要》                         | 秋元康和Rie      | CHOKKAKU | 4:40  |
| 2.       | 《愛的毛巾》                             | 秋元康和成瀨英樹 | 樫原伸彥 | 5:01  |
| 3.       | 《浪漫、不需要》（向日葵2.0混音版本）    | 秋元康和Rie      | CHOKKAKU | 4:40  |
| 4.       | 《浪漫、不需要》（向日葵2.1混音版本）    | 秋元康和Rie      | CHOKKAKU | 4:40  |
| 5.       | 《浪漫、不需要》（原始混音版本，純音樂） | 秋元康和Rie      | CHOKKAKU | 4:40  |
| 6.       | 《愛的毛巾》（純音樂）                   | 秋元康和成瀨英樹 | 樫原伸彥 | 5:01  |
| 总时长： | 总时长：                                 | 总时长：         | 总时长： | 28:43 |

### 通常盤
| CD       | CD                         | CD               | CD       | CD    |
| 曲序     | 曲目                       | 词曲             | 編曲     | 时长  |
| -------- | -------------------------- | ---------------- | -------- | ----- |
| 1.       | 《浪漫、不需要》           | 秋元康和Rie      | CHOKKAKU | 4:40  |
| 2.       | 《愛的毛巾》               | 秋元康和成瀨英樹 | 樫原伸彥 | 5:01  |
| 3.       | 《浪漫、不需要》（純音樂） | 秋元康和Rie      | CHOKKAKU | 4:40  |
| 4.       | 《愛的毛巾》（純音樂）     | 秋元康和成瀨英樹 | 樫原伸彥 | 5:01  |
| 总时长： | 总时长：                   | 总时长：         | 总时长： | 19:20 |

## 選拔成員

### 浪漫、不需要（Original Mix）
（中心成員：小嶋陽菜、前田敦子）
- Team A：板野友美、大島麻衣、小嶋陽菜、佐藤由加理、篠田麻里子、高橋南、戶島花、前田敦子、峯岸南
- Team K：秋元才加、大島優子、小野惠令奈、河西智美、宮澤佐江
- Team B：菊地彩香、渡邊麻友

### 浪漫、不需要（向日葵 2nd 2.0 Mix）
- Team A：板野友美、小嶋陽菜、成田梨紗、大島麻衣、佐藤由加理、高橋南
- Team K：大堀惠、奥真奈美、河西智美、佐藤夏希、早野薫、増田有華、松原夏海
- 研究生：佐藤亜美菜、成瀬理沙、藤江丽奈

### 浪漫、不需要（向日葵 2nd 2.1 Mix）
- Team A：大江朝美、川崎希、駒谷仁美、篠田麻里子、户島花、中西里菜、前田敦子、峯岸南
- Team K：秋元才加、大島優子、小野惠令奈、小林香菜、野呂佳代、宮澤佐江
- 研究生：倉持明日香、中田千智

### 愛的毛巾
- Team A：板野友美、大島麻衣、小嶋陽菜、佐藤由加理、篠田麻里子、高橋南、前田敦子、峯岸南
- Team K：秋元才加、大島優子、小野惠令奈、河西智美、佐藤夏希、野呂佳代、増田有華、宮澤佐江